# Owen Castillo
Owen Castillo Hurtado (Piura, 1932 - Lima, 29 de abril de 2017) fue un periodista peruano. Se inició en el periodismo en el diario La Industria de Piura, para luego trabajar en los más importantes diarios de Lima. Fue jefe de policiales en La Prensa; jefe de informaciones en Correo y en Expreso; y director de El Popular (1985-1998) y El Chino. Fue también presidente de la comunidad industrial de Expreso y Extra, creada en la época del gobierno velasquista.

## Biografía
Nacido en Piura, empezó su labor de periodista profesional como redactor del diario local, La Industria, de propiedad de Miguel Cerro. Allí tuvo a su cargo la sección de deportes, así como una columna titulada “Desde mi butaca”. Fue en la misma época en que laboró allí también como redactor el entonces adolescente Mario Vargas Llosa, quien en sus memorias se refirió de él de esta manera:

Los redactores éramos un aforador del río Piura, encargado de las noticias deportivas, llamado Owen Castillo —que haría después, en Lima, en tiempos de la dictadura militar, una destacada carrera en el periodismo de cloaca— y yo, que me ocupaba de locales e internacionales.

Poco después, se trasladó a Lima, para ser redactor en el diario La Prensa de Pedro Beltrán Espantoso, donde se encargó de la página de policiales, y cubrió el secuestro del niño Santiago Graña Acuña.[cita requerida] En el llamado “diario de Baquíjano” fue colega de Humberto Castillo Anselmi, Guillermo Thorndike, Mario Castro Arenas, Jorge Merino, Julio Estremadoyro, Julio Higashi, entre otros.
De La Prensa pasó al diario Correo de Luis Banchero Rossi, donde se desempeñó como jefe de informaciones. Fue despedido luego de que organizara el sindicato de trabajadores del diario.
Luego enrumbó a Expreso, donde fue también jefe de informaciones. Este diario fue expropiado y cooperativizado en 1970 por el gobierno del general Juan Velasco Alvarado, quien entregó su conducción a un grupo de periodistas de tendencia izquierdista, a quienes endilgó el apodo de “mastines” (perros de presa) en su lucha contra la oligarquía; uno de ellos era Owen Castillo.
Fue también presidente de la comunidad industrial de trabajadores de Expreso y Extra. En esa etapa, Owen Castillo fue velasquista, conformando el grupo de periodistas que defendieron a la llamada revolución de las Fuerzas Armadas. Derrocado Velasco en 1975 e iniciada la segunda fase del gobierno militar, los periodistas velasquistas fueron expulsados de los diarios confiscados, y no volvieron a trabajar sino hasta el fin del régimen dictatorial.
En 1981 regresó como jefe de redacción del tabloide PM, de propiedad de Carlos Langberg, un oscuro empresario que había financiado la campaña electoral del partido aprista en 1980 y que después sería acusado de narcotráfico. En 1984 pasó al recién fundado diario Hoy, también como jefe de redacción. Dicho diario respaldó a la candidatura de Alan García en las elecciones de 1985.
A fines de 1984 fue contratado para ejercer como director del diario El Popular, del grupo empresarial de La República, propiedad de Gustavo Mohme, puesto en el que se mantuvo durante más de diez años. En dicho diario mantuvo el estilo procaz y sensacionalista que habían impuesto sus antecesores, aunque él negó que ese fuera su estilo, señalando que solo dio un trato distinto a las noticias, esbozando titulares impactantes.
Pasó luego a trabajar en los diarios de la familia Wolfenson. Fue director de El Chino.
Falleció el 29 de abril de 2017, víctima de una enfermedad que venía aquejando desde varios años.